# Francesco Imberti (calciatore)
Francesco Imberti (Barge, 17 marzo 1912 – Cavour, 3 ottobre 2008) è stato un calciatore italiano, di ruolo attaccante.

## Carriera
Cresciuto nelle giovanili del Torino, si affaccia in prima squadra a partire dalla stagione 1929-1930, realizzando in due stagioni 8 reti (fra cui una doppietta nel 1929-1930 contro l'Ambrosiana, futura campione d'Italia) ma senza riuscire ad imporsi come titolare, chiuso da Julio Libonatti, Gino Rossetti e Onesto Silano.
Nel 1932 passa quindi alla Juventus, con cui si aggiudica lo scudetto, scendendo in campo in 2 occasioni. Prosegue quindi la carriera nelle serie minori militando in Serie B con Lucchese, Sanremese (dove si distingue per i quattro gol segnati in trasferta ad Alessandria
21 aprile 1940 contro la squadra di casa in una vittoria dei liguri per 5-1) e Savona.
In carriera ha collezionato complessivamente 25 presenze e 8 reti in Serie A nonché 121 presenze e 42 reti in Serie B.

## Palmarès

### Club

#### Competizioni nazionali
- Serie C: 1

Sanremese: 1936-1937
- Campionato italiano: 1

Juventus: 1932-1933